# Horasanski turski
Horasanski turski jezik (quchani, kučanski; ISO 639-3: kmz), turski jezik južnoturkijske skupine, kojim govori 400 000 ljudi (1977 G. Doerfer) na sjeveru pokrajine Horasan u Iranu, sjeverozapadno od Mašhada.
Ne smije se brkati s istoimenim perzijskim dijalektom khorasani, koji se također govori u Khorasanu. Dijalekti su mu zapadni, sjeverni i južni kučanski (quchani). U upotrebi je i zapadni farsi [pes]. Radio programi.

## Vanjske poveznice
- Ethnologue (14th)
- Ethnologue (15th)